# Plague of Butterflies
Plague of Butterflies - album EP fińskiego zespołu doom metalowego Swallow the Sun, wydany w 2008 roku.

## Lista utworów
1. "Plague of Butterflies" – 34:42
I. "Losing the Sunsets"
II. "Plague of Butterflies"
III. "Evael 10:00"
2. "Through Her Silvery Body" – 8:01
3. "Out of this Gloomy Light" – 5:34
4. "Swallow (Horror Pt. 1)" – 5:27
5. "Under the Waves" – 6:36